# Denn dieser Tage Qual war groß

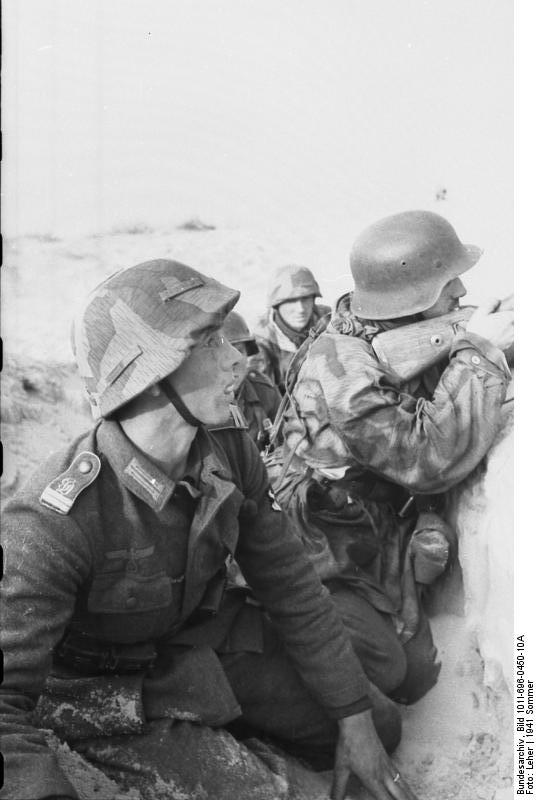
Soldaten der Division „Großdeutschland“ in einem Schützengraben in Russland

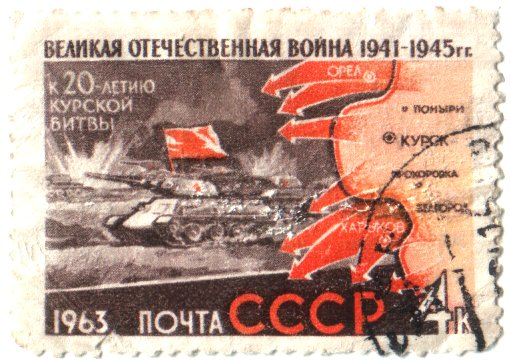
Briefmarke zum Jahrestag der Schlacht von Kursk

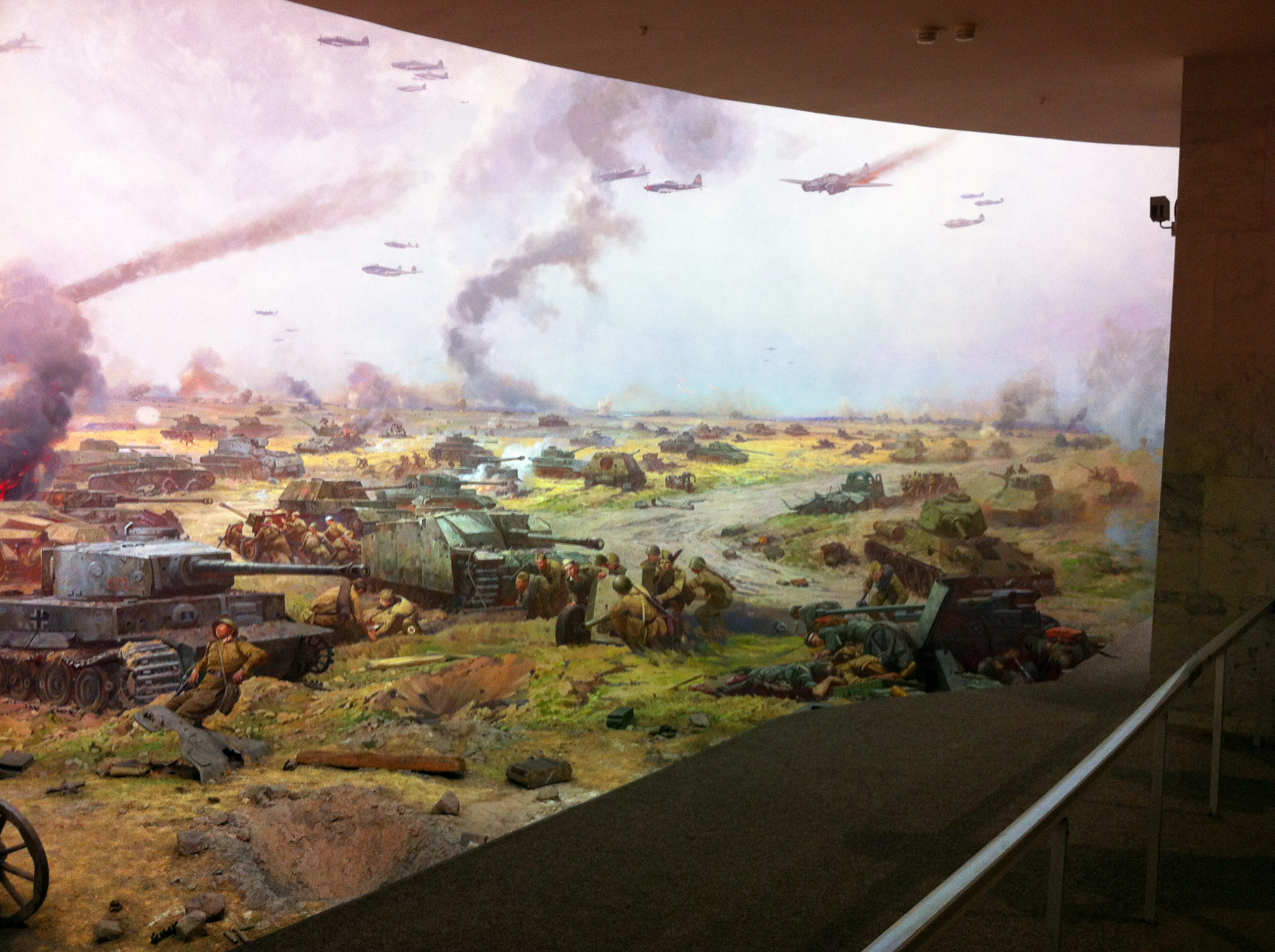
Diorama zur Schlacht von Kursk

Denn dieser Tage Qual war groß ist ein autobiographischer Antikriegsroman und Tatsachenbericht, den Guy Mouminoux unter seinem Pseudonym Guy Sajer im Jahr 1967 unter dem französischen Originaltitel „Le Soldat oublié“ (dt. „Der vergessene Soldat“) veröffentlichte. Sajer verarbeitet darin vor allem seine persönlichen und traumatischen Erfahrungen als Soldat der Panzergrenadierdivision „Großdeutschland“ im Deutsch-Sowjetischen Krieg in der Zeit von 1942 bis 1945. Der Roman war in den Nachkriegsjahren unter dem Titel The Forgotten Soldier vor allem in angelsächsischen Ländern wie Großbritannien, den USA und Kanada sehr erfolgreich. 2016 wurde eine Neuübersetzung des französischen Originaltexts herausgebracht, bei der auch der originale Titel des Buchs Der vergessene Soldat beibehalten wurde.

## Inhalt
Guy Sajer ist 17 Jahre alt und stammt aus dem Elsass. Sein Vater ist Franzose und seine Mutter Deutsche. Als Kriegsfreiwilliger nimmt er unter anderem mit der Division „Großdeutschland“ an der Panzerschlacht von Kursk teil und erlebt dabei in einer Schützenkompanie die „Hölle des Krieges“. Weitere Stationen sind Charkow, Bjelgorod, die Kämpfe am Dnjepr und Donez, die Flucht über die rumänischen Karpaten nach Polen, von dort aus an die Memel in Ostpreußen, die Verschiffung aus Danzig und die Eisenbahnreise bis nach Hannover, wo er in britische Kriegsgefangenschaft gerät. Jahre später kehrt er als „Heimatloser“ nach Frankreich zurück und findet in der Nachkriegszeit keinen Anschluss ans Zivilleben mehr, da er damals die „falsche“ Armee gewählt hatte.

## Handlung
Die Handlung beginnt am 18. Juli 1942 in einer Militärbaracke bei Leipzig. Sajer möchte wie der Kriegsheld Rudel Stukapilot im Kampfgeschwader „Major Rudel“ werden. Beim Aufnahmetest der Luftwaffe fällt er jedoch durch und landete schließlich in einer Infanterie-Einheit der Wehrmacht. Die Ausbildung beim Heer ist hart und erschöpfend. Am 15. September 1942 beginnt für ihn der Eisenbahntransport von Chemnitz über Dresden bis nach Brest-Litowsk. Mit vorherigem kurzen Zwischenhalt in Warschau erreichen sie Białystok an der polnisch-sowjetischen Grenze. Hier erfährt er von seiner vorgesehenen Verwendung an der Ostfront. Dazu werden Sajer und seine Kameraden mit rabiaten Methoden auf das Leben im Felde und auf ihren späteren militärischen Kampfeinsatz in der UdSSR vorbereitet. Dazu gehören unter anderem Gewaltmärsche, bei denen Marschlieder gesungen werden und eine Schießausbildung. Sein Zugführer ist Feldwebel Laus. Es folgt eine weitere Verlegung nach Minsk in Weißrussland. Hier ist der Halbfranzose als Beifahrer der Nachschubtruppe im Transportdienst auf der Rollbahn eingeteilt. Zu den wichtigsten Aufgaben gehört das Freiräumen der Rollbahn von Schneeverwehungen, um den Güterfluss an die Ostfront nicht zu beeinträchtigen. Sajer sehnt sich aus lauter Langeweile an seine erste „Feuertaufe“ und sein erstes scharfes Gefecht. Unterwegs hat er eine traumatische Begegnung mit halb verhungerten sowjetischen Kriegsgefangenen, die als Zwangsarbeiter in den Westen gebracht werden sollen. Am 30. Oktober erfolgt der Abmarsch von Minsk ins 400 Kilometer entfernte Kiew. Dort wird er einer LKW-Transporteinheit unter Major Uträner unterstellt. Die Temperaturen liegen derzeit noch bei −14 °C. Auf einer Eisenbahnstrecke erlebt Sajer sein erstes Feuergefecht mit Partisanen, bei dem zwei Personen getötet werden. Mittlerweile fallen die Temperaturen auf −25 bis −32 °C ab. Bei Schneestürmen, welche die Kälte noch einmal auf −37 °C absinken lassen, erleidet Sajers Einheit schlimmste Erfrierungen. Die Ausfälle sind hoch und die Unterversorgung mit Nahrungsenergie verschlimmert die allgemeine Lage.
Die 126. Rollbahngruppe, zu der Sajer zugeteilt wurde, bekommt zunächst den Befehl, die bei Stalingrad eingeschlossene 6. Armee mit lebensnotwendigen Gütern zu versorgen. Doch dann müssen sie nach Charkow marschieren. Unterwegs wird der Konvoi von sowjetischen Jagdfliegern angegriffen und dezimiert. Bei einer anderen Gelegenheit lernt Sajer die Schrecken eines deutschen Truppenverbandplatzes kennen, in dem im Akkord Schwerverletzte notoperiert werden. Des Weiteren erlebt er, wie der Fall Stalingrads propagandistisch „heroisiert“ wird und wie Generalfeldmarschall Paulus das Eiserne Kreuz I. Klasse verliehen wird. Sajer erlebt, wie ältere Soldaten diese Meldung mit Defätismus aufnehmen, die Jüngeren jedoch mit falsch verstandenem Heldenmut und dem Wunsch, Stalingrad zu befreien.
Anfang März 1943 gelangt seine Einheit per Eisenbahn in ein von Charkow 60 bis 80 Kilometer entferntes Versorgungszentrum, um das im Laufe der Kämpfe starke Feldbefestigungen angelegt worden waren. Die 19. Rollbahnkompanie wird in einem weiteren strapaziösen Gewaltmarsch durch die Schneelandschaft nach Osten verlegt und versorgt dort ein in Stellung befindliches Infanteriebataillon mit Verpflegung und Munition. Besagte Einheit verteidigt einen Uferabschnitt am Don. Sajers acht Mann starke Gruppe orientiert sich an einem Telefonkabel, um auf einem äußerst beschwerlichen Weg mit dem Versorgungsschlitten durch verschneite Laufgräben und freier Pläne zu der ihr zugeteilten Kompanie zu stoßen. Dabei geraten sie immer wieder in den Waffenwirkungsbereich vorgeschobener sowjetischer Posten und können ihren Auftrag nur durch das ständige Riskieren ihres Lebens erledigen. Handfeuerwaffen und Artilleriegranaten verursachen die ersten Verluste, daher wird die Versorgung nur noch nachts durchgeführt. Sajer erfährt an dieser Stelle seine persönlichen Grenzen des Erträglichen. Ein Blick durch den Feldstecher zeigt das vereiste Donufer, auf dem hunderte gefallener Russen liegen. Zwischenzeitlich setzt Tauwetter ein. Man stellt den jungen Rekruten Sajer, Halls, Lensen und Olensheim bei Bewährung im Nachschub in Aussicht, dass sie in die kämpfende Truppe übernommen werden, die sich dadurch geehrt fühlen. Die Warnungen älterer Soldaten werden von ihnen in den Wind geschlagen. Der Winter ist vorbei und die Temperaturen steigen innerhalb kurzer Zeit von −25 °C wieder auf +6 °C und verwandeln die Landschaft in unwegsamen Schlamm (Rasputiza). Für eine kurze Phase kehrt Ruhe ein, bis die Rote Armee unter General Schukow mit Artillerieangriffen eine neue Frühjahrsoffensive einleitet. Diese Entwicklung und der überraschende Vorstoß des Feindes in Richtung Charkow hat zur Folge, dass ein großangelegter Rückzug der Wehrmacht eingeleitet wird. Sajer begleitet einen Verwundetentransport und gerät dabei in die Schlacht am Donez.
Bei einer Feldansprache von Infanterieoffizieren werden ihm und seinen Kameraden 14 Tage Urlaub versprochen, wenn sie „freiwillig“ der kämpfenden Truppe beitreten. 300 Mann melden sich, darunter Sajer, Halls, Olensheim und Lensen. Sajer, dessen militärische Bezeichnung von nun an Gefreiter Sajer, G., 100/1010 G4. Siebzehntes Bataillon, Panzergrenadierdivision Großdeutschland, G. Süd. lautet und die anderen werden mit dem Lkw ins Ausbildungslager der Panzergrenadierdivision „Großdeutschland“ in Aktyrkha verlegt. Vorher werden sie Zeugen, wie sowjetische Kriegsgefangene, die angeblich deutsche Gefallene geplündert hätten, auf sadistische Art und Weise mit Handgranaten getötet wurden. Ihre neue Division hält einen Verteidigungsabschnitt in der zentralrussischen Steppe im Abschnitt Kursk – Bjelgorod. Doch vorher erhalten sie die versprochenen Urlaubstage, den Sajer erst in Magdeburg und dann in Berlin verbringt. Beide sind Städte, welche gerade von Bombenangriffen stark in Mitleidenschaft gezogen werden. Dabei läuft Sajer ständig Gefahr, dass die Feldgendarmerie seinen Urlaubsschein zerreißt und ihn wieder zurück an die Front schickt, wie es bei einigen Kameraden der Fall war. Sajer besucht die Familie Neubach und ihre Tochter Paula. Die beiden verlieben sich ineinander und verbringen zusammen eine romantische Nacht, untermalt vom Feuerschein der schweren Bombenangriffe. Sie versprechen sich wiederzusehen.
Der Urlaub ist zu Ende und Sajer muss zurück an die Ostfront. Er freut sich, als er in der Frontleitstelle in Posen seinen Kamerad und Freund Lensen entdeckt. Zusammen mit Kamerad Halls marschieren sie ins Lager F der Panzergrenadierdivision „Großdeutschland“ Hauptmann Fink ist ihr neuer Ausbilder und bereitet sie mit äußerst brutalen und menschenverachtenden Methoden auf ihren neuen Kampfeinsatz als Grenadiere vor. Fink macht ihnen klar, dass sie ab jetzt in einer Elitedivision dienen und stellt die höchsten Ansprüche an Kameradschaft, Durchhaltewillen und körperliche Leistungsfähigkeit. Die folgenden Wochen werden für Sajer und seine Kameraden zu einer Tortur. Der Tag beginnt mit Frühsport, dann lässt Hauptmann Fink die Ausbildungskompanie sich hinlegen und schreitet über ihre Körper. Die nächste Übung hat den Verwundetentransport zum Thema. Eine Gruppe schleppt Verwundete über eine längere Zeit und eine längere Strecke, bis viele vor völliger körperlicher Erschöpfung zusammenbrechen. Bei einer weiteren, schießt Hauptmann Fink mit seiner Pistole auf eine Gruppe, die auf seine Höhe gleitet. Außerdem wird auf gefechtsnahe Panzernahbekämpfung großen Wert gelegt. Während der Gewaltmärsche müssen sie Marschlieder wie „Erika“ oder „Der gute Kamerad“ singen. Während der 36-Stunden Ausbildungseinheiten in der Hitze des russischen Sommers kommt es zu hohen Ausfällen, schweren Verletzungen und sogar zu tödlichen Unfällen. Die letzten Reste von Individualismus oder Ungehorsam werden den jungen Soldaten auf rüde Art und Weise ausgetrieben. Im Vorfeld der Schlacht um Bjelgorod verabschiedet Hauptmann Fink die neuen Soldaten von „Großdeutschland“ in einer feierlichen Zeremonie.
Bjelgorod ist von der Roten Armee besetzt und ihre Vorposten reichen bis an die Stellungen der Division „GD“. Sajer berichtet, dass mindestens 180.000 deutsche Soldaten an der Schlacht von Bjelgorod beteiligt sind. Aus Schlesien wurde die SS-Division „Hitlerjugend“ (18.000 Mann) in Marsch gesetzt, um dort mit einzugreifen. Sajer nimmt an einem nächtlichen Stoß- und Sicherungstrupp teil, der in einem Fiasko endet. Auch die überwiegend sehr jungen Soldaten der SS-Division „HJ“ erleiden verheerende Verluste. Tage später muss Sajers Kompanie ein kleines Dorf verteidigen und wird dort nach schweren Kämpfen vom Feind überrannt. Wie durch ein Wunder überlebt Sajer das Inferno.
Der Rest des Buches behandelt Sajers Erlebnisse während der Rückzugskämpfe im Herbst 1943. Er erlebt den Durchbruch bei Konotop und flieht über den Dnjepr. Im Frühjahr 1944 stirbt Hauptmann Wesreidau, als sein Kübelwagen über eine Mine fährt. Statt Heimaturlaub zu bekommen, wird Sajer gegen Partisanen eingesetzt. Die stark dezimierte Division GD wird in Polen neu aufgestellt und muss ein letztes Mal in der Ukraine kämpfen. Doch der Vormarsch der Roten Armee lässt sich nicht mehr aufhalten. Von Südpolen flieht Sajer bis nach Ostpreußen, von Pillau, Kahlberg und Danzig, bis zur Einschiffung in Gotenhafen. Über die Halbinsel Hela geht es bis nach Dänemark und Kiel. Und von dort aus nach Hannover in britische Kriegsgefangenschaft. Schließlich kommt Sajer in Frankreich an, wo er seine Mutter wiedersieht. Er wird von der französischen Nachkriegsarmee aufgenommen, wird aber nach zehn Monaten wieder entlassen. Der Roman schließt mit folgenden Sätzen:

„Und dann ist da nur ein Mensch, den ich vergessen muss. Er hieß Sajer. Ich glaube, ich habe ihm verziehen.“

## Entstehungsgeschichte
Die Geschichte entstand nach dem Krieg durch handschriftliche Einträge in zahlreiche Schulhefte. Sajers Intention beim Niederschreiben der Geschichte, sollte die Darstellung seiner Erinnerungen „ohne irgendwelche Schönfärberei“ sein. Es war ihm ein Anliegen, „mit der größtmöglichen Intensität die Schreie des Schlachthofs übersetzen“, um mittels einer leicht verständlichen Sprache denjenigen, die damals nicht dabei waren, einen Eindruck zu vermitteln, als wären sie doch dabei gewesen.

## Zweifel an der Authentizität
Von mehreren Historikern wurden Zweifel an der Authentizität des Romans erhoben. Einige Zitate sind falsch wiedergegeben, während andere Details aufgrund fehlender überlebender Zeitzeugen und Dokumente nicht mehr verifiziert werden können. Die Aufnahme als Freiwilliger in die Eliteeinheit „Großdeutschland“, im Jahr 1943 einer der stärksten und prestigeträchtigsten deutschen Kampfverbände, mag angezweifelt werden. Ein 17. Bataillon, so wie er es beschreibt, habe es in der Struktur dieses Verbandes nie gegeben. Dafür eine 17. Abteilung. Sajer berichtet, er hätte im Laufe des Russlandfeldzuges immer wieder in rasch ausgehobenen „ad hoc-Kampfgruppen“ dienen müssen. In der Schlacht um Kursk habe seine Einheit die 5. Kompanie ersetzen müssen, die es aber in der von ihm beschriebenen Form nie gegeben hatte. Der angebliche Name seines damaligen Kompaniechefs Hauptmann Wesreidau konnte anhand der Wehrstammbücher nicht mehr nachgewiesen werden. Nash räumt allerdings ein, dass aufgrund der enormen Verluste von „Großdeutschland“, die wesentlich höher waren, als bei irgendeiner anderen vergleichbaren Einheit, diverse Namens- und Stellenbesetzungslisten im Laufe der Kämpfe verloren gegangen waren.
Leutnant Joachim Schafmeister-Berckholtz, welcher in der gleichen Periode wie Sajer in der Infanteriedivision „Großdeutschland“ diente, hatte in einem Brief die historische Plausibilität der damaligen Ereignisse, so wie sie von Sajer aufgezeigt wurden, bestätigt. Der Autor schrieb seinerseits, dass „Denn dieser Tage Qual war groß“ ganz persönliche Aufzeichnungen aus seiner Sichtweise darstellen sollten, in der er sich in einer sehr chaotische Phase der deutschen Militärgeschichte bewegte, und keine ernsthafte historische Studie des Zweiten Weltkriegs.

“I never had the intention to write a historical reference book; rather I wrote about my innermost emotional experiences as they relate to the events that happened to me in the context of the Second World War.”

„Ich hatte niemals die Absicht, ein geschichtliches Fachbuch zu schreiben. Im Gegenteil, ich habe über meine innersten und gefühlten Erfahrungen geschrieben, die im Zusammenhang mit dem von mir erlebten Zweiten Weltkrieg stehen.“

1997 betonte Sayer in einem Brief an den US-Historiker Douglas Nash, die nicht-technische und anekdotenhafte Natur seines Werkes und gab dabei zu, dass er abgesehen von emotionalen Ausbrüchen zahlreiche Fehler begangen habe. Daher sollte der Roman unter gar keinen Umständen als strategischer oder chronologischer Beleg gesehen werden. Der britische Historiker Alan Clark erwähnt in seinem Buch Barbarossa: The Russian-German Conflict 1941–1945, dass Sajer, Autor von The Forgotten Soldier drei Jahre ununterbrochen an der Ostfront diente.

## Personen
- Guy Sajer: Protagonist und Ich-Erzähler
- Feldwebel Laus: Sajers erster Zugführer aus der Ausbildungszeit bei Brest-Litowsk
- Halls: Kamerad aus Sajers Einheit. Halls ist groß und verfressen.
- Lensen: Sajers Freund
- Olensheim: Sajers Freund
- Morvan: Sajers Kamerad
- Uterbeick: Sajers Kamerad
- „Der Alte“: Ein Veteran an der Ostfront, der während ihrer gemeinsamem Zeit bei „Großdeutschland“ sich mit Sajer anfreundet, später als August Wiener identifiziert

## Sprachstil
„In diesem Ausbildungslager für Elitetruppen – jede Division, die einen Namen trug, wurde als Elitetruppe betrachtet – schwitzten wir Blut und Wasser. Entweder man landete nach sieben Tagen im Lazarett, oder man stand es durch, wurde endgültig in die Division aufgenommen und kam an die Front, wo es noch schlimmer zuging. Wir marschierten durch eine Art Portal, das zwischen den Bäumen des Waldes, der sich nach Nordosten hin ausdehnte, errichtet worden war. Unsere Unteroffiziere ließen uns aus vollem Halse ‚Die Wolken ziehen‘ singen, unsere Stiefel stampften den Waldboden, und wir lasen die Parole, die in großen schwarzen Buchstaben auf weißem Grund das Portal schmückte: ‚Wir sind geboren, um zu sterben.‘“

Die Sinnkrise in seiner alten Heimat dokumentiert sich in folgendem Zitat:

„‚Mannheim‘, sagt er, ‚das ist doch bei den Boches, nicht wahr?‘ ‚Nein Monsieur‘, antwortete ich treuherzig, ‚das liegt in Deutschland‘.“

## Rezeption
Vom US Army Command, sowie vom United States Marines Corps, wird Sajers „Denn dieser Tage Qual war groß“ als Schlüsselroman bezeichnet und ist daher in eine Liste empfehlenswerter Bücher über den Zweiten Weltkrieg aufgenommen worden.

## Verfilmung
2008 wurde eine geplante Verfilmung des Stoffes auf Schauplätzen in Osteuropa angekündigt. Im Juli 2009 wurde jedoch vom Regisseur Paul Verhoeven und Drehbuchautor Michael Frost Beckner bekannt gegeben, dass das Projekt aufgrund von Finanzierungsproblemen, der mit 70 Millionen US-Dollar veranschlagten Adaptation, nicht weiter verfolgt wird.

## Textausgaben
- Guy Sajer: Denn dieser Tage Qual war groß (Originaltitel: Le Soldat oublié, The Forgotten Soldier in der englischsprachigen Ausgabe, Neuauflage Potomoc Books Inc, November 2001). Molden-Verlag, 1969, ISBN 978-1-57488-286-5.
- Guy Sajer: Le Soldat Oublié. Editions Robert Laffont, Frankreich, 1967.
- Guy Sajer: The Forgotten Soldier. Weidenfeld & Nicholson Ltd, Großbritannien 1971 (Übersetzungsrechte Harper & Row, Publishers, Inc., 1971).
- Guy Sajer: The Forgotten Soldier. Neuauflage, The Penguin Group, Harmondsworth, Großbritannien, 1988.
- Guy Sajer: Der vergessene Soldat. Neuübersetzung, Aachen: Helios, 2016, ISBN 978-3-86933-146-1.